# Research Foundation of CFA Institute
La Research Foundation of CFA Institute è una organizzazione non-profit che è stata istituita per promuovere lo sviluppo e la diffusione degli studi in materia di investimenti, rilevanti per i professionisti del settore finanziario a livello globale.

## Ricerca e pubblicazioni
Dal 1965, la Fondazione ha finanziato, pubblicato e distribuito monografie e tutorial volti ad approfondire temi di interesse nel settore finanziario a livello globale oltre che coprire le innovazioni rilevanti nell'industria. Il materiale pubblicato è suddiviso in:
- "Monographs": opere che supportano l'esplorazione di nuovi argomenti nell'attività di gestione degli investimenti.

- "Literature Reviews": includono una panoramica della letteratura disponibile ed una descrizione dello stato attuale delle conoscenze su grandi temi di interesse per l'industria finanziaria a livello mondiale.

- "Partnered Publications": opere in cui la Research Foundation of CFA Institute è coinvolta nella creazione, nel supporto o nella diffusione di ricerche o monografie pubblicate da terzi.

- "Occasional Papers": opere che comprendono ricerche che hanno ottenuto riconoscimenti a livello mondiale, nonché altri documenti ritenuti importanti per il settore degli investimenti a livello globale.

- "Multimedia": materiale volto a fornire contenuti multimediali ai professionisti operanti nell'industria finanziaria, tra cui webcast, audiolibri e sessioni di e-learning.

- "Summaries and Translations": materiale volto a fornire ai professionisti del settore degli investimenti sintesi e traduzioni, in varie lingue, di contenuti pubblicati in inglese.

## Storia
La Research Foundation nasce nel 1965 quando l'Institute of Chartered Financial Analysts (ICFA), una delle organizzazioni precedenti alla creazione del CFA Institute, istituì la “CFA Research Foundation”, nel tentativo di favorire la ricerca e la pubblicazione di studi utili alle necessità di analisi dei candidati al Programma CFA. Dutton Morehouse, l'allora presidente di ICFA, definì la fondazione "il primo centro negli Stati Uniti dedicato alla ricerca indipendente in tema di analisi finanziaria."
Infatti, le pubblicazioni degli atti dei convegni di CFA Institute avevano la loro origine in una serie di seminari promossi già alla fine del 1960 dalla Research Foundation stessa.
Nel 1972, la fondazione percepì la necessità di ampliare la missione dell'organizzazione al di là di una rigorosa attenzione per i soli candidati al Programma CFA. Di conseguenza, il nome fu cambiato in “Financial Analysts Research Foundation”, e la missione fu ampliata "per condurre una ricerca di base e applicata di carattere disinteressato ... che è di potenziale valore non solo per il professionista, ma anche per le agenzie di regolamentazione del settore finanziario e la comunità accademica."
Nel 1974, la Fondazione distribuì le prime monografie di ricerca (allora chiamate "Occasional Papers") ai membri ICFA. Con la fusione di ICFA e della Financial Analysts Federation, nel 1990, che diede vita all'AIMR, la fondazione divenne la “ICFA Research Foundation”, poi successivamente rinominata “Research Foundation of AIMR”, con lo scioglimento formale di ICFA e FAF nel 1999.
Dal 1990 la fondazione ha attuato, nel corso degli anni, un piano strategico con una duplice missione: quella di servire il curriculum necessario per l'AIMR e di sostenere gli sforzi di ricerca dedicati ai professionisti della comunità di investimento internazionale.
In questi anni, l'approccio alla produzione di monografie si è spostato da uno basato, inizialmente, sulla semplice accettazione di proposte provenienti da ricercatori esterni, ad un approccio più proattivo, basato sull'individuazione di tematiche specifiche di interesse sulle quali creare degli approfondimenti e delle analisi.
Durante gli anni Novanta è stato anche crato il “Research Foundation Endowment” quando, con la donazione di 1,5 milioni di dollari da parte di Gary P. Brinson, CFA, è stato istituito il “Brinson Endowment Challenge Fund”.
Nel 2004, il suo nome è stato nuovamente cambiato nell'attuale “Research Foundation di CFA Institute”.
Oggi, tutte le monografie della Research Foundation pubblicate dal 1997 sono disponibili online.

## Partnership
La Research Foundation ha programmi di partnership con varie associazioni locali affiliate a CFA Institute, con università, imprese e altre organizzazioni, al fine di diffondere il più possibile i contenuti elaborati verso il mondo accademico e gli operatori globali del settore degli investimenti.